# Fianna Éireann
Na Fianna Éireann (La Fianna d'Irlande), connue sous le nom de Fianna (« Soldats d'Irlande »), est une organisation de jeunesse nationaliste irlandaise fondée par Constance Markievicz en 1909. Ses membres ont participé à la création des Irish Volunteers et avaient leur propre cercle de l'Irish Republican Brotherhood (IRB). Ils ont participé à la Howth gun-running (en) en 1914 et (en tant que volontaires) à l'insurrection de Pâques 1916. Ils ont été actifs dans la guerre d'indépendance et beaucoup ont pris le parti des anti-traités pendant la guerre civile.
Déclarée organisation illégale par le gouvernement de l'État libre d'Irlande en 1931, elle est autorisée par le Fianna Fáil une fois ce dernier au pouvoir en 1932, puis de nouveau interdite en 1938. Lors des scissions du mouvement républicain de la fin du XXe siècle, la Fianna et le Cumann na mBan ont soutenu le Sinn Féin provisoire en 1969 et le Republican Sinn Féin en 1986. Elle est interdite en Irlande du Nord depuis 1920.